# Rahel Frey
Rahel Frey (ur. 23 lutego 1986 roku w Niederbipp) – szwajcarska zawodniczka startująca w wyścigach samochodowych.

## Kariera
Frey rozpoczęła karierę w wyścigach samochodowych w 2004 roku od startów w Szwajcarskiej Formule Renault 2000. Z dorobkiem 151 punktów uplasowała się tam na czwartej pozycji w klasyfikacji generalnej. W późniejszych latach pojawiała się także w stawce Niemieckiej Formuły Renault, Włoskiej Formuły Renault, Europejskiego Pucharu Formuły Renault 2.0, Międzynarodowej Formuły Master, ATS Formel 3 Cup, Le Mans Series, 24h Le Mans, Volkswagen Scirocco R-Cup Germany, FIA GT1 World Championship, Deutsche Tourenwagen Masters, 24h Nürburgring, Blancpain Endurance Series, Audi R8 LMS Cup China oraz ADAC GT Masters.